# La Fabrique (nouvelle)
La Fabrique est une nouvelle de Marcel Aymé, parue en 1967.

## Historique
La Fabrique paraît en septembre 1967 dans Enjambées, recueil de nouvelles publié une quinzaine de jours avant le décès de l'auteur.

## Résumé
Une petite fille de six ans prénommée Valérie se retrouve cent vingt ans en arrière, en 1845, dans la maison des Gaigneux. Elle va vivre une journée d'usine à la Fabrique où travaillent les deux frères, Hippolyte et Aristide, cinq ans et sept ans...